# Lomaria
Lomaria es un género de helechos perteneciente a la familia  Polypodiaceae. Están descritas 268 especies de las cuales solo 15 han sido aceptadas hasta la fecha.

## Taxonomía
Lomaria fue descrito por Carl Ludwig Willdenow y publicado en Der Gesellschaft Naturforschender Freunde zu Berlin Magazin für die neuesten Entdeckungen in der Gesammten Naturkunde 3(2): 160. 1809. La especie tipo es: Lomaria nuda (Labill.) Willd.

## Especies aceptadas
A continuación se brinda un listado de las especies del género Lomaria aceptadas hasta junio de 2012, ordenadas alfabéticamente. Para cada una se indica el nombre binomial seguido del autor, abreviado según las convenciones y usos:
- Lomaria biserrata (Mett.) Mert. & Lindl. ex Hook.
- Lomaria decomposita D. Don
- Lomaria eburnea (H. Christ) Ching
- Lomaria euphlebia Hook.
- Lomaria falcata (R. Br.) Desv.
- Lomaria fumarioides (Sw.) H. Christ
- Lomaria glauca (Mett.) Hook.
- Lomaria lanceolata (R. Br.) Desv.
- Lomaria minor (R. Br.) Desv.
- Lomaria nuda (R. Br.) Desv.
- Lomaria orbiculata (Poir.) Desv.
- Lomaria palmaeformis (Thouars) Desv.
- Lomaria plumieri Desv.
- Lomaria procera (G. Forst.) Desv.
- Lomaria sorbifolia (L.) Fée